# Psychonotis
Genre
Psychonotis est un genre de lépidoptères (papillons) de la famille des Lycaenidae et de la sous-famille des Polyommatinae.

## Taxonomie
Le genre Psychonotis a été décrit par l'entomologiste néerlandais Lambertus Johannes Toxopeus (en) en 1930. Son espèce type est Lycaena caelius C. & R. Felder, 1860.

## Répartition
Les espèces du genre Psychonotis sont originaires dune région s'étendant de Célèbes au Sud-Est de l'Australie.

## Mimétisme
Les imagos sont impliqués dans un anneau de mimétisme mullérien avec des membres du genre Danis et d'autres Lycaenidae.

## Liste des espèces
Selon FUNET Tree of Life (10 juillet 2020) :
- Psychonotis caelius (C. & R. Felder, 1860) — en Australie, aux Moluques, en Nouvelle-Guinée et dans l'archipel Bismarck.
- Psychonotis eudocia (Druce & Bethune-Baker, 1893) — aux Moluques
- Psychonotis hymetus (Felder, 1860) — aux Moluques et en Nouvelle-Guinée.
- Psychonotis kruera (Druce, 1891) — aux îles Salomon.
- Psychonotis hebes (Druce, 1904) — en Nouvelle-Guinée.
- Psychonotis brownii (Druce & Bethune-Baker, 1893) — dans l'archipel Bismarck.
- Psychonotis melane (Joicey & Talbot, 1916) — en Nouvelle-Guinée.
- Psychonotis purpurea (Druce, [1903]) — en Nouvelle-Calédonie.
- Psychonotis piepersii (Snellen, 1878) — à Célèbes et dans les îles environnantes.